# Simpsonovi (24. řada)
Dvacátá čtvrtá řada amerického animovaného seriálu Simpsonovi je pokračování dvacáté třetí řady tohoto seriálu. Byla premiérově vysílána na americké televizní stanici Fox od 30. září 2012 do 19. května 2013. V Česku pak měla premiéru 4. července 2013 na stanici Prima Cool. Řada má celkem 22 dílů.

## Seznam dílů
| Č. v seriálu | Č. v řadě | Původní název                   | Český název                                       | Režie             | Scénář                             | Premiéra v USA     | Premiéra v ČR     | Produkční kód |
| ------------ | --------- | ------------------------------- | ------------------------------------------------- | ----------------- | ---------------------------------- | ------------------ | ----------------- | ------------- |
| 509          | 1         | Moonshine River                 | Řeka slz                                          | Bob Anderson      | Tim Long                           | 30. září 2012      | 4. července 2013  | PABF21        |
| 510          | 2         | Treehouse of Horror XXIII       | Speciální čarodějnický díl XXIII                  | Steven Dean Moore | David Mandel a Brian Kelley        | 7. října 2012      | 8. července 2013  | PABF17        |
| 511          | 3         | Adventures in Baby-Getting      | Dětí jako smetí                                   | Rob Oliver        | Bill Odenkirk                      | 4. listopadu 2012  | 9. července 2013  | PABF18        |
| 512          | 4         | Gone Abie Gone                  | Děda na útěku                                     | Matthew Nastuk    | Joel H. Cohen                      | 11. listopadu 2012 | 10. července 2013 | PABF16        |
| 513          | 5         | Penny-Wiseguys                  | Don Držgrešle                                     | Mark Kirkland     | Michael Price                      | 18. listopadu 2012 | 11. července 2013 | PABF19        |
| 514          | 6         | A Tree Grows in Springfield     | Ve Springfieldu roste strom                       | Timothy Bailey    | Stephanie Gillisová                | 25. listopadu 2012 | 15. července 2013 | PABF22        |
| 515          | 7         | The Day the Earth Stood Cool    | Den, kdy se ochladila Země                        | Matthew Faughnan  | Matt Selman                        | 9. prosince 2012   | 16. července 2013 | PABF20        |
| 516          | 8         | To Cur with Love                | Panu Burnsovi s láskou                            | Steven Dean Moore | Carolyn Omineová                   | 16. prosince 2012  | 17. července 2013 | RABF01        |
| 517          | 9         | Homer Goes to Prep School       | Konec světa za dveřmi                             | Mark Kirkland     | Brian Kelley                       | 6. ledna 2013      | 18. července 2013 | RABF02        |
| 518          | 10        | A Test Before Trying            | Před zničením otestujte                           | Chris Clements    | Joel H. Cohen                      | 13. ledna 2013     | 22. července 2013 | RABF03        |
| 519          | 11        | The Changing of the Guardian    | Střídání poručníků                                | Bob Anderson      | Rob LaZebnik                       | 27. ledna 2013     | 23. července 2013 | RABF04        |
| 520          | 12        | Love is a Many-Splintered Thing | Strasti lásky                                     | Michael Polcino   | Tim Long                           | 10. února 2013     | 24. července 2013 | RABF07        |
| 521          | 13        | Hardly Kirk-ing                 | V kůži Kirka van Houtena                          | Matthew Nastuk    | Tom Gammill a Max Pross            | 17. února 2013     | 25. července 2013 | RABF05        |
| 522          | 14        | Gorgeous Grampa                 | Krasavec děda                                     | Chuck Sheetz      | Matt Selman                        | 3. března 2013     | 29. července 2013 | RABF06        |
| 523          | 15        | Black Eyed, Please              | Pěst na oko                                       | Matthew Schofield | John Frink                         | 10. března 2013    | 30. července 2013 | RABF09        |
| 524          | 16        | Dark Knight Court               | Temný rytíř zasahuje                              | Mark Kirkland     | Billy Kimball a Ian Maxtone-Graham | 17. března 2013    | 31. července 2013 | RABF10        |
| 525          | 17        | What Animated Women Want        | Po čem animované ženy touží                       | Steven Dean Moore | J. Stewart Burns                   | 14. dubna 2013     | 1. srpna 2013     | RABF08        |
| 526          | 18        | Pulpit Friction                 | Služebník Páně                                    | Chris Clements    | Bill Odenkirk                      | 28. dubna 2013     | 5. srpna 2013     | RABF11        |
| 527          | 19        | Whiskey Business                | Vočkovy nové šaty                                 | Matthew Nastuk    | Valentina L. Garzaová              | 5. května 2013     | 6. srpna 2013     | RABF13        |
| 528          | 20        | The Fabulous Faker Boy          | Falešný virtuós (Prima) Falešný virtuóz (Disney+) | Bob Anderson      | Brian McConnachie                  | 12. května 2013    | 7. srpna 2013     | RABF12        |
| 529          | 21        | The Saga of Carl                | Sága o Carlovi                                    | Chuck Sheetz      | Eric Kaplan                        | 19. května 2013    | 8. srpna 2013     | RABF14        |
| 530          | 22        | Dangers on a Train              | Výročí ve vlaku                                   | Steven Dean Moore | Michael Price                      | 19. května 2013    | 12. srpna 2013    | RABF17        |

## Zajímavosti
- Hned v úvodním dílu Řeka slz účinkují herečky, jako například Natalie Portman, Anne Hathawayová, Sarah Michelle Gellar, Reese Witherspoonová, Sarah Silvermanová a Zooey Deschanel, které propůjčili hlasy Bartovým ex-přítelkyním.
- Jedna ze tří částí 23. speciálního čarodějnického dílu ukazuje, jak by vypadal život Marge, kdyby dala tenkrát na maturitním plesu přednost Artiemu Ziffovi před Homerem.
- V dílu Den, kdy se ochladila Země se Simpsonovým přistěhuje do sousedství nová „cool rodinka“ z Portlandu.